# KTFF Süper Lig
De KTFF Süper Lig, tot 2014 Birinci Lig, is de hoogste voetbalcompetitie in de Turkse Republiek Noord-Cyprus.
De competitie werd opgericht in 1955 na de deling op Cyprus en wordt georganiseerd door de Turks-Cypriotische voetbalbond. Noord-Cyprus is geen lid van de UEFA waardoor de teams zich niet kunnen plaatsen voor Europees voetbal.

## Winnaars
| jaar    | club                      |
| ------- | ------------------------- |
| 1955/56 | Doğan Türk Birliği        |
| 1956/57 | Doğan Türk Birliği        |
| 1957/58 | Çetinkaya                 |
| 1958/59 | Doğan Türk Birliği        |
| 1959/60 | Çetinkaya                 |
| 1960/61 | Çetinkaya                 |
| 1961/62 | Çetinkaya                 |
| 1962/63 | Küçük Kaymaklı Türk       |
| 1963/64 | gestaakt na 5 wedstrijden |
| 1964/65 | niet gespeeld             |
| 1965/66 | niet gespeeld             |
| 1966/67 | niet gespeeld             |
| 1967/68 | niet gespeeld             |
| 1968/69 | Mağusa Türk Gücü          |
| 1969/70 | Çetinkaya                 |
| 1970/71 | Yenicami Ağdelen          |
| 1971/72 | Gönyeli                   |
| 1972/73 | Yenicami Ağdelen          |
| 1973/74 | Yenicami Ağdelen          |

| jaar    | club                |
| ------- | ------------------- |
| 1974/75 | niet gespeeld       |
| 1975/76 | Yenicami Ağdelen    |
| 1976/77 | Mağusa Türk Gücü    |
| 1977/78 | Gönyeli             |
| 1978/79 | Mağusa Türk Gücü    |
| 1979/80 | Mağusa Türk Gücü    |
| 1980/81 | Gönyeli             |
| 1981/82 | Mağusa Türk Gücü    |
| 1982/83 | Mağusa Türk Gücü    |
| 1983/84 | Yenicami Ağdelen    |
| 1984/85 | Küçük Kaymaklı Türk |
| 1985/86 | Küçük Kaymaklı Türk |
| 1986/87 | Baf Ülkü Yurdu      |
| 1987/88 | Baf Ülkü Yurdu      |
| 1988/89 | Baf Ülkü Yurdu      |
| 1989/90 | Baf Ülkü Yurdu      |
| 1990/91 | Doğan Türk Birliği  |
| 1991/92 | Doğan Türk Birliği  |
| 1992/93 | Gönyeli             |
| 1993/94 | Doğan Türk Birliği  |

| jaar    | club                |
| ------- | ------------------- |
| 1994/95 | Gönyeli             |
| 1995/96 | Akıncılar           |
| 1996/97 | Çetinkaya           |
| 1997/98 | Çetinkaya           |
| 1998/99 | Gönyeli             |
| 1999/00 | Çetinkaya           |
| 2000/01 | Gönyeli             |
| 2001/02 | Çetinkaya           |
| 2002/03 | Binatlı Yılmaz      |
| 2003/04 | Çetinkaya           |
| 2004/05 | Çetinkaya           |
| 2005/06 | Mağusa Türk Gücü    |
| 2006/07 | Çetinkaya           |
| 2007/08 | Gönyeli             |
| 2008/09 | Gönyeli             |
| 2009/10 | Doğan Türk Birliği  |
| 2010/11 | Küçük Kaymaklı Türk |
| 2011/12 | Çetinkaya           |
| 2012/13 | Çetinkaya           |

| jaar    | club                                 |
| ------- | ------------------------------------ |
| 2013/14 | Yenicami Ağdelen                     |
| 2014/15 | Yenicami Ağdelen                     |
| 2015/16 | Mağusa Türk Gücü                     |
| 2016/17 | Yenicami Ağdelen                     |
| 2017/18 | Yenicami Ağdelen                     |
| 2018/19 | Mağusa Türk Gücü                     |
| 2019/20 | Mağusa Türk Gücü                     |
| 2020/21 | niet gespeeld door de Coronapandemie |
| 2021/22 | Mağusa Türk Gücü                     |
| 2022/23 | Mağusa Türk Gücü                     |
| 2023/24 | Mağusa Türk Gücü                     |

| Club                | Stad      | Titels | Seizoenen (1956-2024)                                                        |
| ------------------- | --------- | ------ | ---------------------------------------------------------------------------- |
| Çetinkaya Türk      | Nicosia   | 14     | 1958, 1960, 1961, 1962, 1997, 1998, 2000, 2002, 2004, 2005, 2007, 2012, 2013 |
| Mağusa Türk Gücü    | Famagusta | 13     | 1969, 1977, 1979, 1980, 1982, 1983, 2006, 2016, 2019, 2020, 2022, 2023, 2024 |
| Gönyeli             | Nicosia   | 9      | 1972, 1978, 1981, 1993, 1995, 1999, 2001, 2008, 2009                         |
| Yenicami Ağdelen    | Nicosia   | 9      | 1971, 1973, 1974, 1976, 1984, 2014, 2015, 2017, 2018                         |
| Doğan Türk Birliği  | Girne     | 7      | 1956, 1957, 1959, 1991, 1992, 1994, 2010                                     |
| Baf Ülkü Yurdu      | Baf       | 4      | 1987, 1988, 1989, 1990                                                       |
| Küçük Kaymaklı Türk | Nicosia   | 4      | 1963, 1970, 1985, 1986, 2011                                                 |
| Akıncılar           | Akıncılar | 1      | 1996                                                                         |
| Binatlı Yılmaz      | Güzelyurt | 1      | 2003                                                                         |

Alsancak · Baf Ülkü Yurdu · Binatlı · Cihangir · Çetinkaya · Doğan Türk Birliği · Düzkaya Kültür Ocağı · Gençlik Gücü · Göçmenköy İdman Yurdu · Gönyeli · Hamitköy · Küçük Kaymaklı · Lefke · Mağusa Türk Gücü · Türk Ocağı · Yenicami